# Prélèvement urétral
 (mai 2023).
Si vous disposez d'ouvrages ou d'articles de référence ou si vous connaissez des sites web de qualité traitant du thème abordé ici, merci de compléter l'article en donnant les références utiles à sa vérifiabilité et en les liant à la section « Notes et références ».
Le prélèvement urétral est un prélèvement médical utilisé généralement pour détecter la présence de maladies sexuellement transmissibles (MST) chez l'homme et plus particulièrement le gonocoque lors d'une mise en culture classique.
Ce test peut aussi permettre de détecter Chlamydia trachomatis, qui nécessite une technique de détection par biologie moléculaire.
Le prélèvement étant très douloureux, notamment chez l'homme, il est souvent remplacé par un examen cytobactériologique des urines du premier jet.

## Déroulement
Ce prélèvement doit être réalisé par du personnel compétent et autorisé (médecin, infirmier, biologiste médical) dans un établissement de santé, ou plus généralement dans un laboratoire d'analyses médicales.
Il consiste à introduire un écouvillon par le méat urétral sur les deux premiers centimètres de l'urètre.
Il peut être réalisé plusieurs fois en fonction des examens à réaliser.
La douleur ressentie peut être assez importante surtout si la muqueuse est infectée.

## Autres possibilités
Chez la femme, on lui préférera un prélèvement vaginal et/ou de l'endocol.
Les urines de premier jet peuvent être également utilisées dans le cas de la recherche de chlamydiae chez l'homme ou la femme.